# Polina Edmunds
Polina Edmunds (ur. 18 maja 1998 w Santa Clara) – amerykańska łyżwiarka figurowa, startująca w konkurencji solistek. Uczestniczka igrzysk olimpijskich (2014), mistrzyni czterech kontynentów (2015), dwukrotna wicemistrzyni Stanów Zjednoczonych (2014, 2016).
Jej matka Nina pochodzi z Tweru w Rosji i jest trenerką łyżwiarstwa figurowego. Ma dwóch braci, którzy trenowali hokej na lodzie – dwa lata młodszego Jamesa i cztery lata młodszego Daniela. Rodzicami chrzestnymi jej brata Daniela są mistrzowie olimpijscy 1992 w parach tanecznych – Marina Klimowa i Siergiej Ponomarienko.
Edmunds nie startowała w sezonie 2016/2017 ze względu na kontuzję prawej stopy. Po powrocie w sezonie 2017/2018 ta sama kontuzja odnowiła się w styczniu 2018 roku przez co po raz drugi z rzędu była zmuszona do wycofania się z mistrzostw Stanów Zjednoczonych.

## Osiągnięcia
| Zawody                                | 07–08          | 08–09          | 09–10          | 10–11          | 11–12          | 12–13          | 13–14          | 14–15          | 15–16          | 16–17          | 17–18          |                |                |                |                |                |                |
| Międzynarodowe                        | Międzynarodowe | Międzynarodowe | Międzynarodowe | Międzynarodowe | Międzynarodowe | Międzynarodowe | Międzynarodowe | Międzynarodowe | Międzynarodowe | Międzynarodowe | Międzynarodowe | Międzynarodowe | Międzynarodowe | Międzynarodowe | Międzynarodowe | Międzynarodowe | Międzynarodowe |
| ------------------------------------- | -------------- | -------------- | -------------- | -------------- | -------------- | -------------- | -------------- | -------------- | -------------- | -------------- | -------------- | -------------- | -------------- | -------------- | -------------- | -------------- | -------------- |
| Igrzyska olimpijskie                  |                |                |                |                |                |                | 9              |                |                |                |                |                |                |                |                |                |                |
| Mistrzostwa świata                    |                |                |                |                |                |                | 8              | 8              | WD             |                |                |                |                |                |                |                |                |
| Mistrzostwa czterech kontynentów      |                |                |                |                |                |                |                | 1              | WD             |                |                |                |                |                |                |                |                |
| GP Cup of China                       |                |                |                |                |                |                |                | 4              |                |                |                |                |                |                |                |                |                |
| GP NHK Trophy                         |                |                |                |                |                |                |                | 8              |                | WD             |                |                |                |                |                |                |                |
| GP Rostelecom Cup                     |                |                |                |                |                |                |                |                | 4              | WD             |                |                |                |                |                |                |                |
| GP Skate Canada International         |                |                |                |                |                |                |                |                | 6              |                |                |                |                |                |                |                |                |
| GP Internationaux de France           |                |                |                |                |                |                |                |                |                |                | 10             |                |                |                |                |                |                |
| CS Finlandia Trophy                   |                |                |                |                |                |                |                |                |                |                | 13             |                |                |                |                |                |                |
| CS U.S. International Classic         |                |                |                |                |                |                |                | 1              |                |                |                |                |                |                |                |                |                |
| Międzynarodowe: Kategorie młodzieżowe |                |                |                |                |                |                |                |                |                |                |                |                |                |                |                |                |                |
| JGP Finał                             |                |                |                |                |                |                | 4              |                |                |                |                |                |                |                |                |                |                |
| JGP na Białorusi                      |                |                |                |                |                |                | 1              |                |                |                |                |                |                |                |                |                |                |
| JGP w Meksyku                         |                |                |                |                |                |                | 1              |                |                |                |                |                |                |                |                |                |                |
| Gardena Spring Trophy                 |                |                |                |                |                | 1 J            |                |                |                |                |                |                |                |                |                |                |                |
| Krajowe                               |                |                |                |                |                |                |                |                |                |                |                |                |                |                |                |                |                |
| Mistrzostwa Stanów Zjednoczonych      |                | Q 11 I         | 6 N            | 7 J            | 6 J            | 1 J            | 2              | 4              | 2              | WD             | WD             |                |                |                |                |                |                |
| Pacific Coast Sectionals              |                |                | 4 N            | 3 J            | 3 J            | 1 J            |                |                |                |                |                |                |                |                |                |                |                |
| Central Pacific Regionals             | 11 V           | 3 I            | 1 N            | 2 J            | 2 J            | 1 J            |                |                |                |                |                |                |                |                |                |                |                |